# Hadena lepida
Hadena lepida là một loài bướm đêm trong họ Noctuidae.